# Tormentor
Bjørn Olav Telnes (n. 1972), mai bine cunoscut sub numele de scenă Tormentor, a fost chitaristul formației norvegiene de black metal Gorgoroth.

## Biografie
Tormentor și-a început cariera muzicală în 1996, la vârsta de 24 ani. În acest an el s-a alăturat formației Gorgoroth. Tot în 1996 Tormentor împreună cu Infernus, Grutle Kjellson și Ivar Bjørnson au înființat formația Desekrator (thrash metal), formație care între timp s-a desființat. În 2002 Tormentor a părăsit Gorgoroth din cauza tensiunilor apărute între el și King ov Hell. Tot în 2002 Tormentor împreună cu Infernus, Dirge Rep și Taipan au înființat formația Orcustus; șase ani mai târziu, în 2008, Tormentor a părăsit formația.
În 2008 Tormentor a revenit ca membru permanent în Gorgoroth, dar nu a participat la înregistrarea nici unuia dintre cele două albume lansate după venirea lui.
Tormentor cântă împreună cu Infernus în Norwegian Evil, o formație tribut Von (considerată a fi prima formație black metal din Statele Unite). De asemenea a colaborat cu Gaahlskagg (sub pseudonimul Total Sleazer) pe unicul album de studio al acestei formații.

## Discografie
cu Gorgoroth
- Destroyer (Or About How to Philosophize with the Hammer) (Album de studio) (1998)
- Incipit Satan (Album de studio) (2000)

cu Desekrator
- Metal for Demons (Album de studio) (1998)

cu Orcustus
- Demo 2002 (Demo) (2003)
- World Dirtnap (EP) (2003)
- Wrathrash (EP) (2005)
- Orcustus (Album de studio) (2009)

cu Gaahlskagg
- Erotic Funeral (Album de studio) (2000)